# Olivier Latry
Olivier Latry (Boulogne-sur-Mer, 22. veljače 1962.) francuski je orguljaš i glazbeni pedagog, naslovni orguljaš katedrale Notre-Dame u Parizu i profesor orgulja Pariškog nacionalnog konzervatorija (fr. Conservatoire national supérieur de musique et de danse de Paris). Samostalno koncertira diljem svijeta te kao solist često nastupa uz napoznatije orkestre i dirigente današnjice. Redovit je gost mnogih uglednih svjetskih glazbenih festivala i koncertnih dvorana. Dobitnik je mnogih nagrada i priznanja u Francuskoj i izvan nje; počasni je doktor Sveučilišta McGill u Montrealu.

## Životopis
Olivier Latry je kao sedmogodišnjak u rodnome gradu počeo učiti glasovir, a od dvanaeste godine i orgulje. Godine 1978. započeo je studij orgulja u klasi prof. Gastona Litaizea na Glazbenoj akademiji u St. Maur-des-Fossésu. Na Pariškom nacionalnom konzervatoriju studirao i skladanje u klasi prof. Jean-Claudea Raynauda. Od 1981. do 1985. bio je naslovni orguljaš katedrale u Meauxu, a od svoje je 23. godine jedan je od trojice naslovnih orguljaša katedrale Notre-Dame u Parizu. Godine 1990. naslijedio je svog učitelja Gastona Litaizea kao profesor orgulja na Glazbenoj akademiji u St. Maur-des-Fossésu, a potom je 1995. imenovan i profesorom orgulja na Pariškom nacionalnom konzervatoriju.
O Latryjevoj uspješnoj umjetničkoj karijeri i orguljaškom umijeću svjedoče mnoge snimljene izvedbe i gostovanja u glasovitim svjetskim koncertnim dvoranama, među kojima su Philharmonie de Paris, Disney Hall, Davies Symphony Hall u San Franciscu, amsterdamski Concertgebouw, hamburška Elbphilharmonie, filadelfijski Verizon Hall, lajpciški Gewandhaus, bečki Musikverein i Konzerthaus, budimpeštanska Palača umjetnosti, Royal Festival Hall i Royal Albert Hall u Londonu, Suntory Hall u Tokiju, Marijinski teatr u Sankt-Peterburgu, De Doelen u Rotterdamu i dr. Nastupao je s vodećim svjetskim orkestrima (Filadelfijski orkestar, Filharmonija Los Angelesa, Bostonski simfonijski orkestar, Orkestar Philharmonia, Rotterdamska filharmonija, Sydneyski simfonijski orkestar, RSO Wien, Hongkonška filharmonija, simfonijski orkestri iz Toronta i Montréala, Francuski nacionalni orkestar i dr.) pod ravnanjem glasovitih dirigenta poput Myung-whun Chunga, Andrisa Nelsonsa, Ese-Pekke Salonena, Stéphana Denèvea, Fabiena Gabela, Christopha Eschenbacha, Kenta Nagana, Eda de Waarta i Jukke-Pekke Sarastea.
Latryjeva se sklonost francuskom repertoaru osobito odražava u snimci kompletnog orguljskog opusa Oliviera Messiaena i na albumu posvećenom djelima Césara Francka. Kolege glazbenici cijene ga kao izvrsnog improvizatora i sljedbenika značajnih vrednota francuske orguljaške tradicije, koje su osobito promovirali Charles Tournemire i Pierre Cochereau.

## Diskografija (izbor)
- Récital à Notre-Dame de Paris, SONY Masterworks – SK 64083, 1994.[5]
- Messiaen: Complete organ works, Deutsche Grammophon – 4701 480-2 (6 CDs), 2002.[6]
- Midnight at Notre-Dame: Organ Transcriptions, Deutsche Grammophon ‎– 00289 474 8162, 2004.[7]
- Charles-Marie Widor: 5e & 6e Symphonies pour Orgue, BNL Productions ‎– BNL 112617, 2004.[8]
- In Spiritum – Olivier Latry plays César Franck, Deutsche Grammophon ‎– 00289 477 5418, 2005.[9]
- Voyages – Tanscriptions pour Orgue, Erato / Warner Classics – 0190295888503, 2017.[10][11]
- Bach to the Future, La Dolce Volta – LDV 69, 2019.[12]

## Vanjske poveznice

### Sestrinski projekti
|  | Zajednički poslužitelj ima još gradiva o temi Olivier Latry |

### Mrežna mjesta
- La musique à Notre-Dame de Paris / Les organistes de Notre-Dame de Paris: Olivier Latry (fr.) (engl.)
- Olivier Latry na Discogsu